# Clement Hill
Clement Hill är en kulle i Antarktis. Den ligger i Sydshetlandsöarna. Argentina, Chile och Storbritannien gör anspråk på området. Toppen på Clement Hill är 135 meter över havet. Clement Hill ligger vid sjöarna  Xi Hu Belén Lake Gaoshan Hu och Kiteschbach.
Terrängen runt Clement Hill är platt norrut, men söderut är den kuperad. Havet är nära Clement Hill åt nordost. Trakten är glest befolkad. Närmaste befolkade plats är Escudero Station, 2,3 kilometer norr om Clement Hill. 